# Бурдзинський Тадеуш Андрійович
Бурдзинський Тадеуш Андрійович (нар.22 жовтня 1868, хутір Макарівка — пом.15 лютого 1925, Вільнюс) — лікар гінеколог, доктор медичних наук[джерело?], професор Вільнюського університету.

## Життєпис

### Родина
Народився 22 жовтня 1868 року в Макарівці в сім'ї дворянина римо-католика Андрія Казимировича Бурдзинського.
Брати:
- Венантій (нар.18 травня 1864, хутір Макарівка — пом.17 грудня 1928, Варшава) - після закінчення гімназії в Києві почав навчатися на медичному факультеті Університету святого Володимира, але згодом перевівся на юридичний, який закінчив 1892 року. До смерті батька в 1906 році господарював у родинному маєтку Казимирівка, а потім переїхав до Києва, де доклався до заснування і побудови Київського зоопарку і був його першим директором до 1923 року, коли вирішив переїхати спочатку до брата у Вільнюс і незабаром (1925 року) до Варшави, де також доклався до створення  Варшавського зоопарку[pl], оскільки йому було доручено цю справу з погляду на здобутий досвід у Києві;
- Гнат (нар.1871, хутір Макарівка — пом.?) - ветеринарний лікар, з 7 липня 1893 року по 19 листопада 1899 року навчався в Тартуському ветеринарному інституті[3];
- Казимир - 1910 року Гласний перших виборчих зборів Переяславського повіту[4];
- Віктор-Стефан (нар.15 грудня 1876, хутір Макарівка — пом.?) - провчився 8 років в Третій київській гімназії, 1 рік в Немирівській гімназії і 4 роки в Златопільській чоловічій гімназії та в останній 1900 року склав іспити і отримав атестат зрілості[5] з наміром вступити на юридичний факультет Університету святого Володимира, та був з нього відрахований через акції студентської непокори[6].

### Навчання
Провчився 8 років в Першій київській гімназії і 4 роки в Златопільській чоловічій гімназії та в останній 1889 року склав іспити і отримав атестат зрілості.
Медичну освіту здобував в Київському університеті (диплом лікаря від 1894 року).

### Лікарська праця
Медичну практику почав в акушерсько-гінекологічній клініці професора М. М. Феноменова Санкт-Петербурзького жіночого медичного інституту, в якому 1904 року захистив докторську дисертацію.
Потім був ординатором у Тамбові до 1918 року, коли переїхав до Польщі.
Під час Польсько-радянської війни працював військовим лікарем. Після війни був офіцером резерву 9 Санітарного батальйону в Седльці і отримав звання підполковника.
Пізніше працював у Варшаві, а з 1922 року у Вільнюсі.

### Викладацька праця
З 1922 року професор Вільнюського університету.

### Наукова праця
Як гінеколог перш за все займався розладами жіночих статевих органів. Залишив понад 25 наукових праць з галузі гінекології.

### Останні роки життя
Помер 15 лютого 1925 року у Вільнюсі і похований на цвинтарі Любліна.

## Вибрані наукові праці
- К учению об аномалиях водной оболочки. Санкт-Петербург/ тип. Дома призрения малолет. бедных, 1903. — 16 с. : ил.; 22. [Архівовано 16 січня 2018 у Wayback Machine.](рос.)
- Случай родов сросшимися двойнями (thoracopagus). Санкт-Петербург. тип. Дома призрения малолет. бедных, 1903. — 8 с. : ил.; 22. [Архівовано 16 січня 2018 у Wayback Machine.](рос.)